# Phalacrostemma cidariophilum
Phalacrostemma cidariophilum är en ringmaskart som beskrevs av Marenzeller 1895. Phalacrostemma cidariophilum ingår i släktet Phalacrostemma och familjen Sabellariidae. Inga underarter finns listade i Catalogue of Life.